# Fontanna z figurą Matki Boskiej Niepokalanej w Jabłonkowie
Fontanna z figurą Matki Boskiej Niepokalanej – fontanna, znajdująca się na Rynku Mariackim w Jabłonkowie.

## Historia
Fontanna powstała w 1798 roku jako źródło wody dla mieszkańców. W czasie II wojny światowej połączono ją ze stojącą nieopodal figurą  Immaculaty (Matki Boskiej Niepokalanej) z 1755 roku. Rzeźba, postawiona na wysokim postumencie, jest tzw. słupem morowym, stawianym w wielu miejscach Monarchii Habsburskiej, w celu ochrony przed skutkami epidemii cholery.

## Opis
Misa fontanny jest ośmioboczna. Słup z barokowym posągiem Matki Boskiej Niepokalanej wykonany jest z piaskowca. Podstawa rzeźby składa się z trzech części, pomiędzy którymi znajdują się profilowane gzymsy. Dwie dolne części ujęte są z boków w woluty zdobione kampanulami. U podstawy trzeciej, najwyższej części znajdują się rzeźby trzech aniołów. Matka Boża ma złożone ręce i głowę zwróconą ku niebu. Wokół jej głowy znajduje się aureola z gwiazdami.

## Galeria

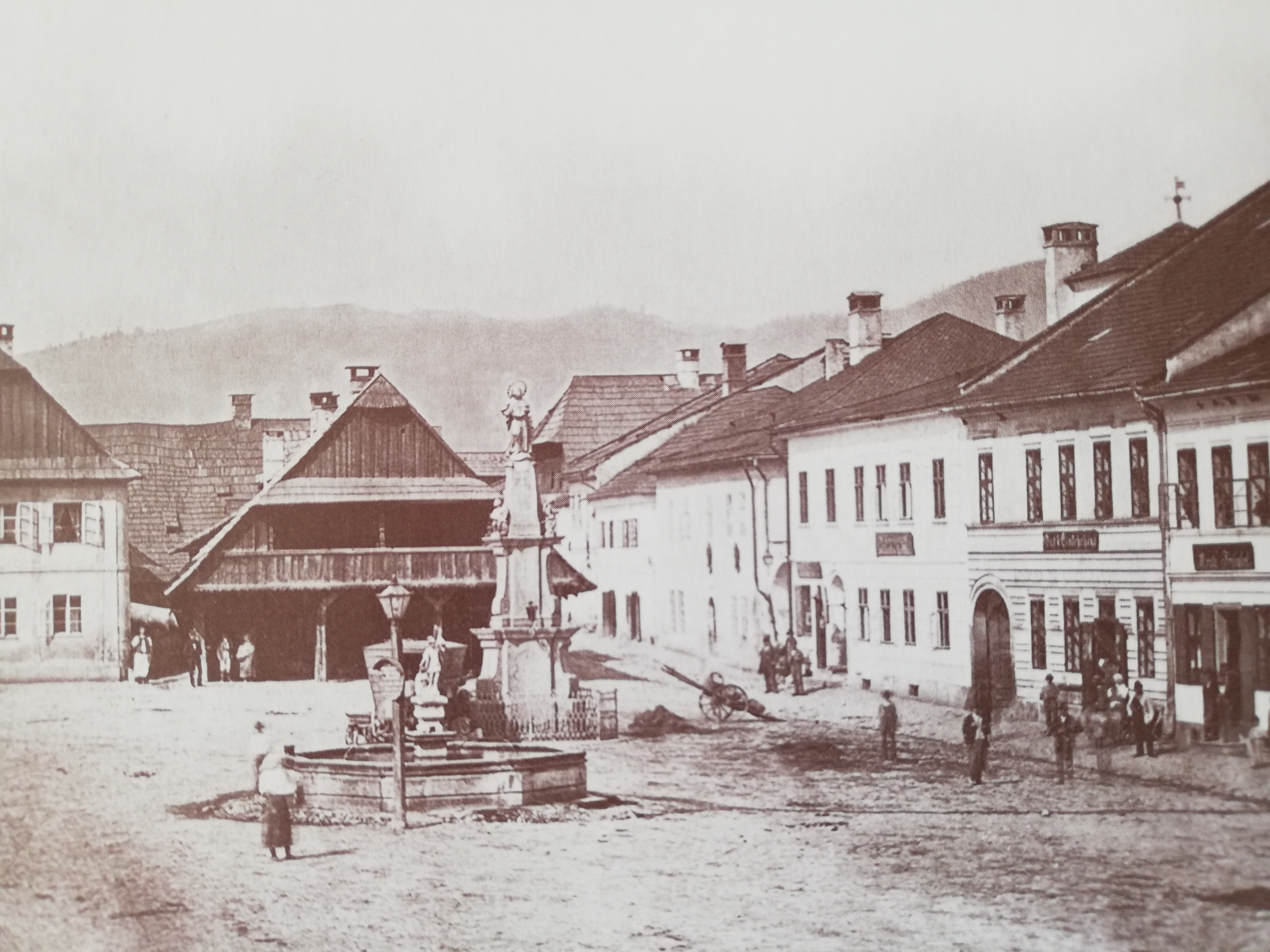
Fontanna z figurą Matki Boskiej Niepokalanej w Jabłonkowie – 1897
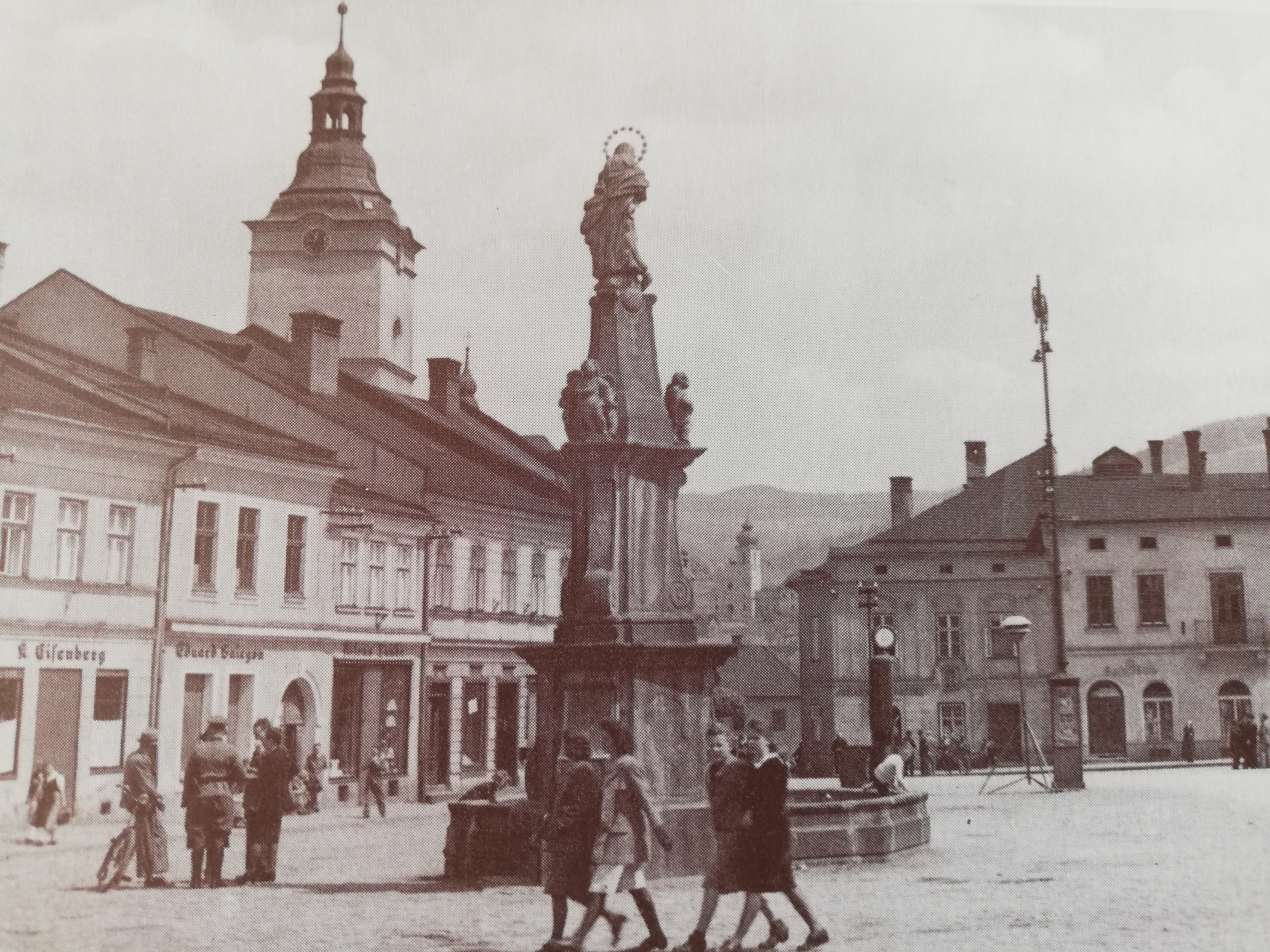
Fontanna z figurą Matki Boskiej Niepokalanej w Jabłonkowie podczas II wojny światowej
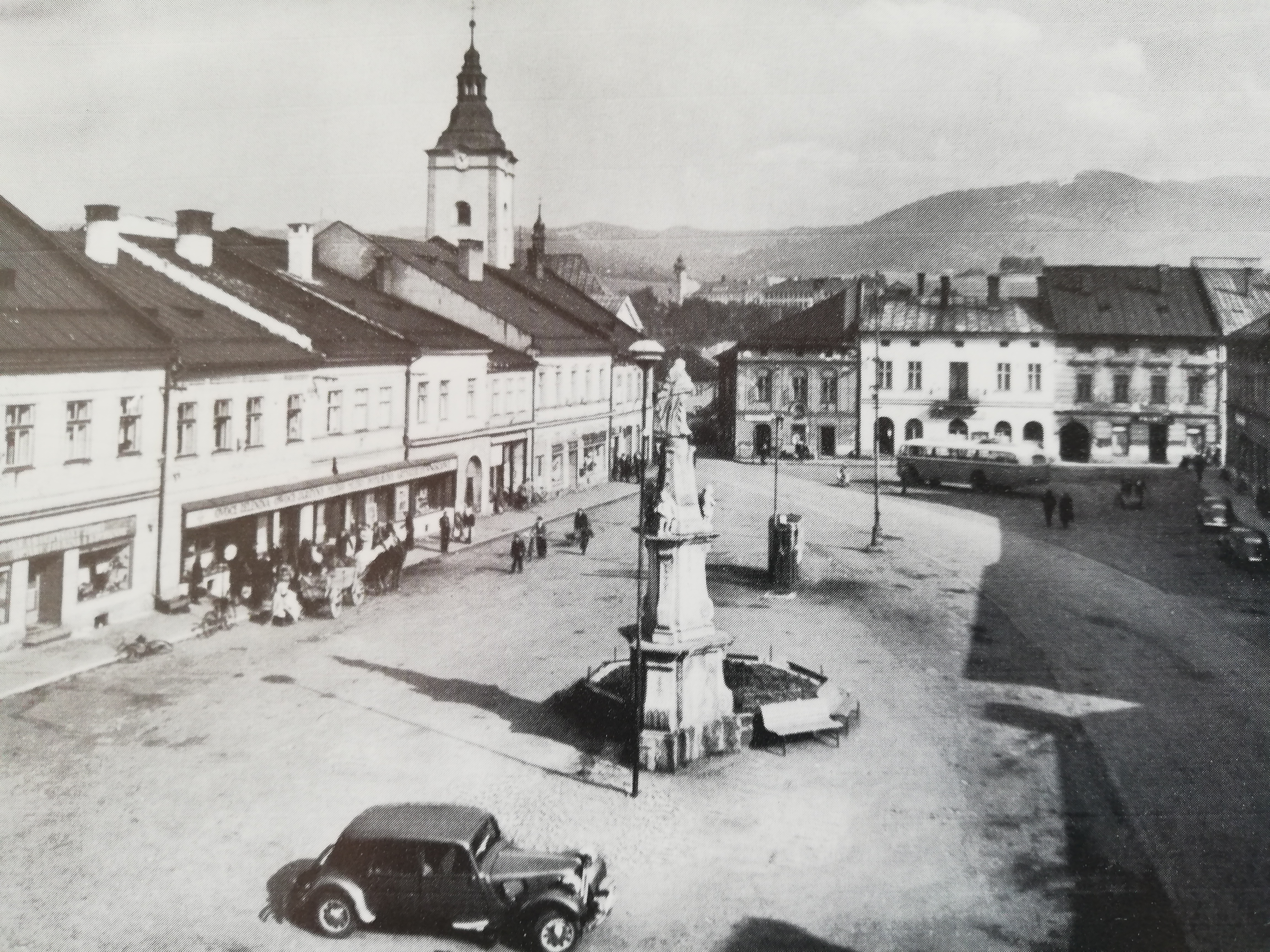
Fontanna z figurą Matki Boskiej Niepokalanej w Jabłonkowie – 1955